# مايك لوكاس
مايك لوكاس (بالإنجليزية: Mike Lucas)‏ هو مدير فني أمريكي، ولد في 7 مارس 1959.